# Kasakh
Pour l’article homonyme, voir Kasakh (Kotayk).
Le Kasakh (en arménien : Քասաղ) est une rivière qui coule en Arménie, qui forme un canyon autour du monastère de Saghmosavank. C'est un affluent de la Metsamor, donc un sous-affluent de la Koura par l'Araxe.